# 臺灣赤楠
（學名：Syzygium formosanum）又名番仔掃箒、赤楠、尖萼赤楠、尖萼蒲桃、大號犁頭樹、赤蘭，是桃金娘科蒲桃属的植物，是台灣的特有植物。分布在台灣本島，多生长在林中，目前尚未由人工引种栽培。